# Jonathan Joss
Jonathan Joss (San Antonio (Texas), 22 december 1965 – aldaar, 1 juni 2025) was een Amerikaans acteur. Hij was voornamelijk bekend voor zijn rol als John Redcorn in de animatieserie King Of The Hill en Ken Hotate in Parks and Recreation.

## Biografie
Joss werd geboren in San Antonio (Texas) en was van Spaanse, Comanches en White Mountain Apache afkomst. Hij doorliep de high school aan de McCollum High School in San Antonio waar hij afstudeerde in drama en koor. Hierna heeft hij gestudeerd aan de Texas State University in San Marcos (Texas) en San Antonio College in San Antonio, beide scholen heeft hij niet afgemaakt. Joss studeerde hierna af in theaterwetenschap en spraak aan de Our Lady of the Lake University in San Antonio.
Joss begon in 1994 met acteren in de film 8 Seconds, waarna hij nog meerdere rollen speelde in films en televisieseries.
Hij werd voornamelijk bekend met zijn rol als John Redcorn in King of The Hill (hij verving de orginele stemacteur Victor Aaron, na diens dood in 1996) en zijn rol als Chief Ken Hotate in Parks and Recreation.

### Privéleven en overlijden
In januari 2025, verloor Joss zijn huis en twee honden in een brand. In een post over de moord op Joss, schreef zijn echtgenoot dat deze brand was “aangestoken door homofobe buurtbewoners na jarenlange dreigementen.” Op valentijnsdag in 2025, trouwde Joss met zijn echtgenoot Tristan Kern de Gonzales.
Joss werd zondag 1 juni 2025 doodgeschoten door een buurman. Hij overleed aan de gevolgen van meerdere schotwonden. Volgens zijn echtgenoot werd Joss het slachtoffer van een homofobe moord. In een post op Facebook schreef hij dat "de buurman homofobe opmerkingen riep alvorens hen te beschieten". De politie van San Antonio beschreef de oorzaak van het schietincident als het gevolg van een "verhitte discussie" en beweerde dat volgens hun onderzoek er geen sprake was van een homofoob motief. De buurman werd ter plaatse gearresteerd.

## Filmografie

### Films
Uitgezonderd korte films.
- 2023 The Wraith Within – als Jim Ravenfeather
- 2022 Grow Up – als rechter Robert Lightfoot
- 2021 The Forever Purge – als Amerikaanse indiaan op TV
- 2016 The Magnificent Seven – als Denali
- 2010 True Grit – als veroordeelde indiaan
- 2006 Maldonne – als Nico
- 2004 Johnson Family Vacation – als gast in casino
- 2001 Christmas in the Clouds – als Phil
- 1998 Pocahontas II: Journey to a New World – als stem
- 1998 Almost Heroes – als Bent Twig
- 1994 Texas – als Comanche
- 1994 Without Consent – als aanwezige
- 1994 The Substitute Wife – als Black Deer
- 1994 8 Seconds –als Del Rio

### Televisieserie
Uitgezonderd eenmalige gastrollen.
- 2022 Tulsa King – als ad Face – 2 afl.
- 2021 Bridgewater – als Joseph Hoskins – 3 afl.
- 2016 Ray Donovan – als Lou – 3 afl.
- 2011–2015 Parks and Recreation – als Ken Hotate – 5 afl.
- 1997–2009 King of the Hill – als John Redcorn (stem) – 34 afl.
- 2008 Comanche Moon – als Kicking Wolf – 2 afl.
- 1994–1997 Walker, Texas Ranger – als jonge Raymond Firewalker – 6 afl.
- 1996 Dead Man's Walk – als Kicking Wolf – 3 afl.

### Computerspellen
- 2023 Cyberpunk 2077: Phantom Liberty – als stem
- 2020 Cyberpunk 2077 – als Robert
- 2020 Wasteland 3 – als Payaso Wannabe
- 2019 Days Gone – als Alkai Turner
- 2016 The Walking Dead: Michonne – als John
- 2015 Dirty Bomb – als Hunter
- 2010 Red Dead Redemption – als lokale bevolking
- 2000 King of the Hill – als John Redcorn
- 1997 Santa Fe Mysteries: Sacred Ground – als Richard Whitefeather
- 1996 Santa Fe Mysteries: The Elk Moon Murder – als Raymond Wolfwaker